# Втрати силових структур внаслідок російського вторгнення в Україну (січень 2024)
У статті наведено список втрат українських військовослужбовців у російсько-українській війні за січень 2024 року (включно).
Мазничка Іван Русланович  Мазничка Іван Русланович (14 квітня 1993, с. Старий Гвіздець, Коломийський район, Івано-Франківська область — 24 січня 2024, поблизу н. п. Торське, Донецька область) — український військовослужбовець, старший сержант Збройних Сил України, учасник російсько-української війни. Кавалер ордена «За мужність» III ступеня (посмертно).   ---  Біографія  Народився 14 квітня 1993 року в селі Старий Гвіздець Івано-Франківської області. Закінчив Коршівське професійно-технічне училище, здобув професію слюсаря-механіка сільськогосподарської техніки.  Після одруження переїхав до міста Коломия. До 2019 року служив за контрактом у Збройних Силах України. Після завершення служби деякий час працював за кордоном.   ---  Військова служба  Під час повномасштабного російського вторгнення в Україну Іван Мазничка повернувся з-за кордону та вже 27 лютого 2022 року вступив до лав Збройних Сил України. Служив старшим сержантом, начальником складу взводу забезпечення ремонтно-відновлюваного батальйону військової частини А 3719.  24 січня 2024 року загинув від поранень, отриманих унаслідок ворожого скиду з БпЛА на позиціях ЗСУ поблизу населеного пункту Торське, Краматорського району, Донецької області.  Похований у селищі Гвіздець Івано-Франківської області.   ---  Вшанування пам’яті  17 лютого 2024 року на фасаді Гвіздецького ліцею було відкрито меморіальну дошку Іванові Мазничці.    ---  Нагороди  Орден «Честь і Слава» (10 грудня 2023).  Орден «За мужність» III ступеня (10 січня 2025, посмертно) — за особисту мужність, виявлену у захисті державного суверенітету й територіальної цілісності України, самовіддане виконання військового обов’язку.

## Список загиблих за січень року
| Орден «За заслуги» ІІІ ступеня |

| Медаль «Захиснику Вітчизни» — 2015 | Відзнака Президента України «За участь в антитерористичній операції» | Відзнака Президента України «За оборону України» | Почесний нагрудний знак «Сталевий хрест» |

| Медаль «За сприяння Збройним Силам України» (Міністерство оборони України) |